# Болотов, Андрей Филиппович
Андре́й Фили́ппович Бо́лотов (1901—1943) — советский офицер, полковник, участник Великой Отечественной войны.

## Биография
Родился в 1901 году. Русский.
Член ВКП(б) с 1918 года. Состоял в партизанском отряде Кобзы и Калинина. В РККА с 1919 года. Воевал против войск барона Врангеля.
В 1929 году участвовал в вооружённом конфликте на КВЖД. Поступил в Военную академию имени М. В. Фрунзе, окончил её в 1938 году.
В боях Великой Отечественной войны с её начала. 6 сентября 1941 года как кадровый военный назначен на должность командира 360-й стрелковой дивизии. За невыполнение боевой задачи Военным советом 4-й ударной армии 13 января 1942 г. полковник А. Ф. Болотов был снят с должности, арестован и отдан под суд. Приговором Военного трибунала Калининского фронта от 13 февраля 1942 г. он был осужден по ст. 193-2 УК РСФСР на 10 лет ИТЛ без поражения в правах и конфискации имущества с направлением на фронт. 
16 февраля А. Ф. Болотов назначается начальником штаба 16-й гвардейской стрелковой дивизии. 16 марта он принял командование 39-й отдельной стрелковой бригадой 4-й ударной армии Калининского фронта. 29 апреля 1943 года полковник Болотов назначен на должность командира только что сформированной 88-й стрелковой дивизии. На этой должности он показал отличные командирские способности, неоднократно проявлял отвагу и мужество. Среди личного состава комдив пользовался непререкаемым авторитетом. Часто бывая на переднем крае обороны в частях, он знал многих солдат по имени. В период Смоленской наступательной операции 88-я стрелковая дивизия отличалась высокой боеспособностью.
Из представления к ордену Красного Знамени:

Во время августовских боёв 1942 года умело и правильно увязывал вопросы взаимодействия с родами войск. Благодаря своей опытности и умелой организацией своих частей, успешно выполнил поставленные задачи Военного Совета Армии. Его дивизия с боем захватила 22 населённых пункта.
— Наградной лист в электронном банке документов «Подвиг народа».
2 августа 1943 года, в ходе подготовки к новому наступлению, дивизия сдала свой участок другому соединению и совершила марш с левого на правое крыло армии, в район села Капыревщина. 8 августа, преодолевая оборонительные рубежи противника, дивизия ведет наступление в район деревень Яново и Рыбки на реке Ведоса.
9 августа полковник Болотов и работник штаба дивизии капитан Чагин направились на наблюдательный пункт для управления боем. В разгар боя сразу несколько танков открыли огонь по блиндажу, где находились комдив и его помощник. Один из снарядов попал прямо в укрытие, офицеры погибли.
Полковник Болотов был посмертно награждён Орденом Отечественной войны I степени. Из представления к награде:

Полковник Болотов будучи командиром дивизии показал себя, как боевой офицер, находясь в обороне хорошо организовал систему огня, взаимодействие пехоты с артиллерией, грамотно расположил инженерные заграждения. Оборона его дивизии была построена лучше, чем в остальных дивизиях корпуса.
Сам полковник Болотов в бою всегда находился на ответственных боевых участках — его всегда неудержимо тянуло вперёд, так он воспитывал и учил свой офицерский и рядовой состав дивизии. При наступательной операции полковник Болотов также находился впереди на ответственных участках, откуда руководил боем. Его дивизия дралась во всех боях лучше, чем остальные дивизии корпуса. Полковник Болотов погиб смертью храбрых, как боевой офицер на наблюдательном пункте в наступательной операции корпуса и армии.
— Наградной лист в электронном банке документов «Подвиг народа».
Похоронен в братской могиле на Екатерининском кладбище Вязьмы.

## Награды
- Орден Красного Знамени
- Орден Отечественной войны I степени (посмертно)
- Орден Красной Звезды
- Медаль «XX лет РККА»[4]

## Память
- В музее боевой славы 88-й стрелковой дивизии 2-го формирования (средняя школа № 14, город Кимры) часть экспозиции посвящена полковнику Болотову и капитану Чагину.